# Paco Boublard

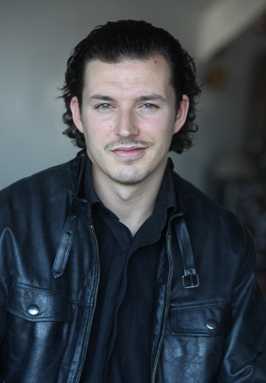
Paco Boublard

Paco Boublard (* 20. Februar 1981 in Paris) ist ein französischer Schauspieler und Fotograf.

## Biografie
1999 traf Paco Boublard seinen ersten Talentagenten, Stephane Lefebvre. In den Jahren 2002 und 2003 spielte er Rollen in den französischen Krimi-Serien Kommissar Moulin (Originaltitel: Commissaire Moulin), Kommissar Navarro (Originaltitel: Navarro) und R.I.S, police scientifique, wobei Letztere sein Debüt im Fernsehen war.
2005 erhielt er die Hauptrolle in dem Film Regarde-moi von Audrey Estrougo. 2009 wurde er beim Festival de la fiction TV de La Rochelle 2009 für seine Rolle im Fernsehfilm Der Chinese von Belleville (Originaltitel: Belleville story) von Arnaud Malherbe (der übrigens auch mit dem Preis für den besten Fernsehfilm ausgezeichnet wurde) zum besten neuen Schauspieler gekürt.
Nach einem Treffen mit dem Regisseur Stéphane Davi für verschiedene audiovisuelle Projekte trat er 2010 dem Künstlerkollektiv Objectif496 bei.

## Filmografie (Auswahl)
- 2002: La mentale
- 2006: Kommissar Moulin (Commissaire Moulin, Fernsehserie, 1 Folge)
- 2007: Regarde-moi
- 2008: Go Fast
- 2008: Une femme d’honneur (Fernsehserie, 1 Folge)
- 2008: Rekruten des Todes (Secret Défense)
- 2009: Julie Lescaut (Fernsehserie, 1 Folge)
- 2009: Der Chinese von Belleville (Belleville Story)
- 2010: Le Mac – Doppelt knallt’s besser (Le Mac)
- 2010: Julies Geheimnis (Un soupçon d’innocence)
- 2010: Rebecca H. (Return to the Dogs)
- 2012: Kommissar Caïn (Caïn, Fernsehserie, 1 Folge)
- 2013: Mohamed Dubois
- 2013: Paulette
- 2014: Der Unbestechliche – Mörderisches Marseille (La French)
- 2015: Jamais de la vie
- 2016: Bastille Day